# Nyák (váladék)
A nyák vagy nyálka (mucus; melléknévi alak mucinosus) viszkózus, színtelen váladékréteg a nyálkahártyák felszínén.

## Termelődése, fizikokémiai tulajdonságai
A nyálkahártyák hámjában található egysejtű mirigyek, a kehelysejtek, és a nyálkahártyák kötőszövetes rétegében elhelyezkedő, vagy a nyálkahártyával csak kivezető csövön keresztül összeköttetésben álló mirigyek (pl. állkapocs alatti mirigy) mucinosus végkamrái termelik. Vízben oldva 4-6% szilárd anyagot tartalmaz, amelyek közül  a nyákanyagok (mucin), amelyek a nyák sajátos ragacsos, nyúlós jellegét adják, sok vízmolekulát megkötni képes összetett fehérjék, glikoproteinek. Emellett ásványi sókat és kórokozó ellenes anyagokat is tartalmaz.

## Általános védő szerepe
A nyákréteg síkosítja a nyálkahártyák felszínét, ami megkönnyíti az érintkező felszínek egymáson való elcsúszását, és a nagyobb anyagrészek nyálkahártyák mentén történő mozgását. Ez utóbbihoz a tápcsatorna területén az is hozzájárul, hogy a felaprított táplálékhoz nyák keveredik (szájüreg: falatképzés). A nyák védi a nyálkahártya felszíni sejtrétegét a kiszáradástól, a mechanikai, kémiai és ozmotikus ártalmaktól.  A nyákrétegben az apróbb szemcsés anyagok megtapadnak, és mivel a réteg folyamatosan termelődik és a váladékokkal ürül, fontos szerepe van a nyálkahártyafelszínek tisztántartásában. Emberben naponta megközelítőleg egy liter nyák termelődik és ürül ki.

## Kórokozókkal szembeni  védő szerepe
Ez egyrészt adódik a nyálkahártyák épségét és öntisztulását biztosító előbbiekben említett funkcióiból, másrészt a fent említett összetevőkön kívül tartalmaz antiszeptikus enzimeket (mint pl. a lizozim), immunglobulinokat, valamint a nyiroksejtek is kijutnak a nyálkahártyák felszínére. Fertőzésekre a nyálkahártyák fokozott váladéktermeléssel reagálnak, ami elősegíti az elpusztult sejtmaradványok, a kórokozók és a kórokozókkal fertőzött sejtek eltávolítását.